# Wydział Ekonomiczno-Informatyczny w Wilnie Uniwersytetu w Białymstoku
Wydział Ekonomiczno-Informatyczny w Wilnie – filia Uniwersytetu w Białymstoku. 

## Historia
Wydział Ekonomiczno-Informatyczny powstał w roku 2007 jako pierwsza filia uczelni zagranicznej na Litwie. Był to pierwszy zamiejscowy wydział uczelni polskiej poza granicami kraju.

## Kierunki studiów
Dostępne kierunki:
- Ekonomia (studia I i II stopnia)
- Europeistyka (studia I stopnia)
- Informatyka (studia I stopnia)

## Poczet dziekanów
1. dr hab. Jarosław Wołkonowski (2007–2016)
2. dr hab. Mieczysława Zdanowicz (2016–2020)
3. dr hab. Jerzy Halicki (2020-2024)
4. dr hab. Urszula Wróblewska (od 2024)

## Władze Wydziału
W kadencji 2024–2028:
| Stanowisko                                   | Imię i nazwisko            |
| -------------------------------------------- | -------------------------- |
| Dziekan                                      | dr hab. Urszula Wróblewska |
| Prodziekan ds. studenckich i dydaktyki       | dr Elżbieta Majewska       |
| Prodziekan ds. rozwoju i umiędzynarodowienia | dr Małgorzata Wenclik      |

## Struktura organizacyjna
| Zakład                         | Kierownik                                   |
| ------------------------------ | ------------------------------------------- |
| Zakład Ekonomii i Europeistyki | dr hab. Anna Grześ                          |
| Zakład Informatyki             | prof. dr hab. inż. Mieczysław Muraszkiewicz |
| Zakład Pedagogiki              | dr hab. Jerzy Halicki                       |